# I-17 Mystery Christmas Tree
El I-17 Mystery Christmas tree es un árbol ubicado en la mediana de la Interestatal 17 (I-17) en el estado de Arizona, Estados Unidos, que es decorado en la Navidad de cada año por gente desconocida. El árbol está cerca del hito kilométrico 254, aproximadamente a 88 kilómetros al norte de Phoenix, Arizon, entre Sunset Point y Cordes Lakes.

## Historia
Este árbol de enebro (Juniperus monosperma) que mide 6,1 metros de alto se ha decorado anualmente por más de 30 años y es conocido por todo el estado. A diferencia de un árbol de Navidad tradicional, tiene más bien, una forma de arbusto, siendo casi tan ancho como alto. Las decoraciones incluyen ornamentos navideños, oropeles, guirnaldas, peluches, lazos, banderas y una estrella plateada encima. El árbol está en un punto en el cual el terreno necesitaba una separación ancha entre ambos carriles de la I-17, midiendo la mediana más de 30 metros de ancho. La mediana está bajo la jurisdicción del Departamento de Transporte de Arizona (ADOT), que ha mencionado «por años, nadie ha podido saber quién es el responsable». El árbol está rodeado por cuatro barriles de almacenamiento de agua y una tubería para compensar la falta de lluvia en la zona. Se cree que el sistema de irrigación fue instalado por los mismos decoradores. En 2013, el vocero de la ADOT Doug Nintzel dijo que la gente le ha contado que saben quién es el responsable pero nadie dice quién es.
Las decoraciones son colocadas antes del Día de Acción de Gracias y retiradas después de Año Nuevo. En 2011, un exingeniero de la ADOT retirado en 2005 dijo que sabe quién decora el árbol, pero respeta la decisión de mantenerlo anónimo. Debido al peligro de detenerse en una autopista, ni la ADOT ni el Departamento de Seguridad Pública de Arizona aprueban formalmente dicha actividad.
También se colocan decoraciones patrióticas en el árbol con motivo del Cuatro de julio, aniversario de la Independencia de los Estados Unidos.

## Incendios
La mediana es frecuentemente asediada por incendios causados por los vehículos, aunque el árbol ha sobrevivido muchos de ellos. Un incendio en agosto de 2011 fue lo suficientemente fuerte para derretir el plástico del sistema de irrigación, aunque el árbol no ha sufrido daños graves, a pesar de que la vegetación circundante fue quemada, al igual que las ramas más bajas del árbol. Algunos reportes indican que el incendio se apagó por su cuenta, mientras que otros dicen que el árbol fue ayudado por empleados de la ADOT, al igual que algunos ciudadanos y «un bombero o dos».
Los empleados de la ADOT dicen que «han visto el árbol sobrevivir una y otra vez».  El árbol fue salvado otra vez en agosto de 2019 por bomberos. Esta vez, los esfuerzos de los bomberos recibieron por lo menos 150 comentarios de gratitud en Facebook.

## Canción
Dolan Ellis, Baladista oficial de Arizona desde 1966, ha compuesto una canción acerca del árbol la cual llamó «Scrubby».